# X.25
X.25 je ITU-T standardni skup protokola za WAN mreže koristeći telefon ili ISDN terminale. Definiše fizički sloj, podatkovnu vezu i mrežne slojeve OSI modela. Ovakve mreže su bile popularne 1980-tih i 1990-tih, i još uvek su u upotrebi najčešće kod transakcionih sistema.

## Arhitektura
Koncept X.25 je bilo stvaranje univerzalne paketne mreže na analognim telefonskim sistemima. X.25 model je temeljen na konceptu ostvarivanja virtuelnih poziva preko mreže, sa DTE-om (data terminating equipment) koji omogućuje krajnjim tačkama vezu. 

## X.25 danas
X.25 mreže se još uvek koriste i nakon dramatičnog opadanja gde su je zamenili standardi kao što su Frame relay, ISDN, ATM, ADSL, POS, kao i Internet protokol. X.25 mreže se još uvek koriste u dosta siromašnim zemljama. 

## Spoljašnje veze
- Cisco X.25 Reference Архивирано на веб-сајту  (7. септембар 2008)
- Widanet Limited - X.25 Packet Radio Solution
- X.25 Directory and Informational Resource